# Unie van het Centrum (1993)
De Unie van het Centrum (Italiaans: Unione di Centro, UdC) was een kleine Italiaanse liberale partij die van 1993 tot 1998 bestond.
De UdC, die op 27 mei 1993 werd opgericht, is een van de opvolgers van de Liberale Partij van Italië. Raffaele Costa, leider van de PLI, werd gekozen tot voorzitter van de UdC. Hoewel de meeste leden ten tijde van de oprichting afkomstig waren uit de PLI, sloten zich ook republikeinen, christendemocraten en sociaaldemocraten zich bij de UdC aan. De UdC is niet van rechtswege dé opvolger van de PLI, dat is de Federatie van Liberalen (FdL), maar daar weigerden Costa en zijnen zich bij aan te sluiten.
Bij de parlementsverkiezingen van 1994 werden twee kandidaten van de UdC in de Kamer van Afgevaardigden en twee kandidaten in de Senaat. Bij de parlementsverkiezingen van 1996 verkreeg de partij drie zetels de Kamer van Afgevaardigden en twee in de Senaat. Hiermee was de UdC electoraal succesvoller dan de FdL.
Sinds haar oprichting was de UdC nauw verbonden met het centrumrechtse alliantie onder leiding van het Forza Italia van Silvio Berlusconi. Alfredo Biondi was minister van Volksgezondheid in het eerste kabinet-Berlusconi (1994-1995).
In 1998 ging de UdC op in Forza Italia, haar activiteiten werden binnen deze partij voortgezet onder de naam Liberale Unie van het Centrum. Later werd deze club omgedoopt tot Liberalismo Popolare. Costa verliet in 2011 Il Popolo della Libertà, de opvolger van Forza Italia en sloot zich aan bij de Nieuwe Liberale Partij van Italië.

## Ideologie
De UdC was als voortzetting van de PLI een liberale politieke partij. De partij gold als behoudender als de Federatie van Liberalen.
De partij was pro-Europees en maakte deel uit van de fractie van Forza Europa.